# Santa Maria de Fontpedrosa
Santa Maria de Fontpedrosa és l'església parroquial del poble nord-català de Fontpedrosa, a la comuna del mateix nom, de la comarca del Conflent.
Està situada en el nucli urbà de Fontpedrosa, en el carrer de l'Església, del nucli vell del poble de Fontpedrosa.